# Los Hidalgos (ort)
Los Hidalgos är en ort i Dominikanska republiken.   Den ligger i provinsen Puerto Plata, i den norra delen av landet, 180 km nordväst om huvudstaden Santo Domingo. Los Hidalgos ligger 195 meter över havet och antalet invånare är 2 805.
Terrängen runt Los Hidalgos är kuperad åt sydväst, men åt nordost är den platt. Terrängen runt Los Hidalgos sluttar norrut. Runt Los Hidalgos är det ganska tätbefolkat, med 185 invånare per kvadratkilometer. Närmaste större samhälle är Esperanza, 17,3 km söder om Los Hidalgos. I omgivningarna runt Los Hidalgos växer i huvudsak städsegrön lövskog.